# Grammopsoides
Grammopsoides is een kevergeslacht uit de familie van de boktorren (Cerambycidae). De wetenschappelijke naam van het geslacht werd voor het eerst geldig gepubliceerd in 1940 door Breuning.

## Soorten
Grammopsoides omvat de volgende soorten:
- Grammopsoides picta Galileo & Martins, 1995
- Grammopsoides tenuicornis (Casey, 1913)